# NGC 6737
NGC 6737 este o galaxie situată în constelația Săgetătorul. A fost descoperită în 14 iulie 1830 de către John Herschel.